# Chicago (periodico)
Chicago, conosciuta anche come Chicago Magazine, nata come Chicago Guide, è una rivista mensile statunitense pubblicata a Chicago dalla Tribune Publishing. Tratta di stili di vita e storie d'interesse umano; inoltre recensisce ristoranti, viaggi, moda e spettacoli che interessano Chicago e dintorni.
Nel 2004 la sua tiratura ha superato quella della rivista People; nello stesso anno ha ricevuto il National Magazine Award per la qualità generale della rivista.

## Storia
La rivista fu fondata nel 1952 con il nome di Chicago Guide ed era originariamente la guida dei programmi della WFMT, una radio di Chicago che trasmetteva prevalentemente programmi di musica classica e di arte. Nel 1955 divenne anche la guida dei programmi della WTTW, una televisione di Chicago facente parte del circuito della National Educational Television. Nel 1975 la rivista fu chiamata Chicago.
Nel dicembre 1986 la Chicago Educational Television Association vendette la rivista ad una società formata da Metropolitan Detroit Magazine e Adam Communications. Successivamente, la rivista passò alla Landmark Communication e poi alla Primedia. Nel 2002 la rivista Chicago fu acquistata dalla Tribune Publishing, proprietaria del giornale Chicago Tribune.